# Hrad Osu
Hrad Osu je hrad, který leží v Osu v Ghaně na pobřeží Atlantského oceánu v Guinejském zálivu. První tvrz byla postavena Dány v roce 1660. Ačkoliv hrad několikrát změnil majitele, nakonec se stal majetkem Ghany.